# Ketty Lapeyrette
Catherine Julie "Ketty" Lapeyrette (23 juillet 1884 - 2 octobre 1960) est une cantatrice (contralto) française. Elle reste à l'Opéra de Paris pendant 30 ans, se produisant rarement hors de France. À partir de 1944, elle enseigne au Conservatoire de Paris ,. 

## Biographie
Née le 23 juillet 1884 à Oloron-Sainte-Marie, Lapeyrette étudie au Conservatoire de Paris auprès de Jean Ernest Masson, Amédée Louis Hettich et Max Bouvet. En 1908, après ses débuts à l'Opéra de Paris dans le rôle de Dalila dans Samson et Dalila de Camille Saint-Saëns, elle chante dans les premières françaises de Götterdämmerung (1908), Rheingold (1909) et Parsifal (1914) de Wagner. 
En 1912 à l'Opéra Comique, elle endosse le rôle d'Azucena dans Le Trouvère,  sous la direction de François Ruhlmann, qui est le premier enregistrement studio chanté en français disponible. 
Lapeyrette apparut également à l'Opéra-Comique en décembre 1918 comme Amaranthe dans La fille de Madame Angot de Charles Lecocq et joua Marthe dans Faust de Charles Gounod. 
En 1923, elle interprète Annina dans la première française de Der Rosenkavalier de Richard Strauss, puis en 1921 dans Antar de Gabriel Dupont et en 1923 dans Padmâvatî d'Albert Roussel. Elle chante également dans Le Jardin de Paris d'Alfred Bruneau (1924), L'Arlequin de Max d'Ollone (1924), Brocéliande d'André Bloch (1925) et dans la partie II (Sept Chansons) de L'Orfeide de Gian Francesco Malipiero (1928). 
En 1931, Lapeyrette se produit dans le Guercœur d'Albéric Magnard et en 1933 dans la création du Vercingétorix de Joseph Canteloube. Elle apparait avec la compagnie de l'Opéra de Paris à Milan à La Scala comme Dalila en 1910. Elle chante en vedette invitée à Amsterdam (1936) et à Royal Opera House à Londres comme la nourrice dans Ariane et Barbe-bleue de Paul Dukas (1938). Elle est également connue pour avoir chanté Fricka dans Der Ring des Nibelungen de Richard Wagner, Erda dans Siegfried (du même), Amneris dans Aida de Giuseppe Verdi, Mistress Quickly dans Falstaff (du même), Fidès dans Le prophète de Giacomo Meyerbeer, Queen Gertrude dans Hamlet d'Ambroise Thomas, Uta dans Sigurd d'Ernest Reyer et Clytemnestre (Klytämnestra) dans Elektra de Richard Strauss.   
À partir de 1944, elle enseigne le chant au Conservatoire de Paris.  
Ketty Lapeyrette meurt à Paris le 2 octobre 1960.